# 闵宜仁
闵宜仁（1964年3月1日—），男，汉族，湖北浠水人，中华人民共和国政治人物，1985年加入中国共产党，1985年毕业于湖北大学数学系数学专业本科，1991年毕业于武汉测绘科技大学（后并入武汉大学）摄影测量与遥感系摄影测量与遥感专业硕士研究生，获工学硕士学位。曾任国家测绘局副局长、党组成员、国家测绘地理信息局副局长、党组成员、直属机关党委书记、自然资源部党组成员、中国地震局副局长、党组成员、党组书记，现任中国地震局局长，应急管理部党委委员。